# Alexander von Kluck
Alexander Heinrich Rudolph von Kluck (Münster, 20 de maio de 1846 — Berlim, 19 de outubro de 1934) foi um general alemão da Primeira Guerra Mundial.
Participou da Guerra Austro-prussiana e da Guerra franco-prussiana.

## Carreira militar
Ele se alistou no exército prussiano a tempo de servir nas sete semanas da Guerra Austro-Prussiana de 1866 e na Guerra Franco-Prussiana, onde foi ferido duas vezes na Batalha de Colombey-Neuilly, e recebeu a Cruz de Ferro ( segunda classe) por bravura. Ele foi nomeado general de infantaria em 1906, e em 1913 foi nomeado Inspetor Geral do Sétimo Distrito do Exército.

### Primeira Guerra Mundial
Com a eclosão da Primeira Guerra Mundial, Kluck foi colocado no comando do Primeiro Exército Alemão. De acordo com as revisões Helmuth Johannes Ludwig von Moltke do Plano Schlieffen, o Primeiro Exército era parte da forte ala direita e posicionado na borda ocidental externa do avanço alemão através da Bélgica e França. Este flanco ocidental avançaria ao lado do Segundo Exército de Karl von Bülow até Paris. Ao chegar a Paris em conjunto, o Primeiro e o Segundo exércitos ameaçariam Paris tanto do oeste quanto do leste.
Depois de lutar contra os britânicos em Mons e Le Cateau, o Primeiro Exército perseguiu o Quinto Exército francês de Charles Lanrezac durante a grande retirada. No entanto, a trinta milhas de Paris e antecipando um encontro com o Quinto Exército francês (comandado por Lanrezac), o cauteloso Bülow interrompeu o avanço de seu Segundo Exército e ordenou o apoio direto de Kluck. Kluck havia sido recentemente colocado sob o comando de Bülow, quando este foi nomeado para comandar a ala direita alemã. Kluck protestou contra esta ordem a Bülow e Moltke, já que preferia passar pelo flanco esquerdo de Lanrezac, mas foi rejeitado e recebeu ordens de apoiar o ataque de Bülow a Lanrezac. A essa altura, o agressivo Kluck havia avançado seu Primeiro Exército bem ao sul da posição de von Bülow, a 13 milhas ao norte de Paris. Em 30 de agosto, Kluck decidiu rodar suas colunas para o leste de Paris, descartando inteiramente o Plano Schlieffen. Embora frustrado com a cautela de Bülow, em 31 de agosto, Kluck voltou seu exército para sudeste para apoiar o Segundo Exército. Ao fazer isso, Kluck criou uma lacuna de 30 milhas na linha alemã que se estendia em direção ao Segundo Exército de Bülow, que estava estagnado. De forma crítica, o movimento expôs o flanco direito de Kluck na direção de Paris, onde (desconhecido para Kluck) General. O novo Sexto Exército de Michel-Joseph Maunoury foi implantado. Os franceses souberam da mudança de curso de Kluck em 3 de setembro graças a relatórios de aeronaves aliadas, e isso foi confirmado de forma independente por interceptações de rádio. Os eventos a seguir foram críticos para o curso futuro da guerra.
Em 5 de setembro, Maunoury atacou o flanco direito (oeste) de Kluck, marcando a abertura da Primeira Batalha do Marne. Kluck defendeu o golpe pegando emprestado duas corporações no espaço entre o primeiro e o segundo exército. Um ataque surpresa em 8 de setembro do Quinto Exército de Franchet D'Esperey (que substituiu Lanrezac) contra o Segundo de Bülow aumentou a lacuna que a Força Expedicionária Britânica (BEF) marchou para explorar.
Von Kluck telegrafou a von Moltke na noite de 8 de setembro que a vitória decisiva seria conquistada no dia seguinte. Em vez disso, em 9 de setembro, um representante do quartel-general alemão, Hentsch, considerou a situação do Exército de Bülow muito perigosa e ordenou a retirada de todos os exércitos, embora naquela época Von Kluck já tivesse superado a maioria de seus próprios problemas. Ian Sênior considera um "mito" a afirmação da História Oficial Alemã de que von Kluck poderia ter triunfado em 9 de setembro. Na verdade, a BEF já havia superado o ataque de Marne e Quast contra o Sexto Exército de Maunoury havia falhado, e sugere que pode ser por isso que Kluck evitou se encontrar com Hentsch diretamente.
Os alemães recuaram em boa ordem para posições a quarenta milhas atrás do rio Aisne. Lá, a frente permaneceria por anos na forma de posições consolidadas enquanto a Primeira Guerra Mundial continuava.
A falta de coordenação de Kluck e Bülow e o consequente fracasso em manter uma linha ofensiva eficaz foram a principal contribuição para o fracasso do Plano Schlieffen, que pretendia desferir um golpe decisivo contra a França. Em vez disso, o longo impasse da guerra de trincheiras estava pronto para começar. Muitos especialistas alemães têm Kluck e especialmente seu chefe de gabinete, Hermann von Kuhl, na mais alta estima. A Alemanha poderia ter vencido a Batalha do Marne, eles pensam, se Bülow tivesse correspondido às iniciativas corajosas do Exército de Kluck, embora isso não explique o quase cerco de seu exército. Os ingleses na época o chamavam de "velho uma hora".
“Em operações grandes e perigosas, não se deve pensar, mas agir”, foi a citação favorita de von Kluck de Júlio César.

## Aposentadoria e vida adulta
No final de março de 1915, enquanto inspecionava uma parte avançada de suas tropas, ele foi atingido por estilhaços, que causaram sete ferimentos e feriram gravemente sua perna. Pouco depois, ele recebeu a Ordem Pour le Mérite. Em outubro de 1916, o Militär Wochenblatt anunciou que von Kluck recebera metade do salário, de acordo com seu pedido de aposentadoria. Seu filho, o tenente Egon von Kluck, foi morto no início de 1915. 
O general von Kluck escreveu sobre sua participação na guerra no volume intitulado Führung und Taten der Erste (1920). Suas memórias do pós-guerra, The March on Paris and the Battle of the Marne, foram publicadas em 1920. Kluck morreu em Berlim em outubro de 1934.

## Honrarias
- 28 de março de 1915 - Pour le Mérite